# Marie-Thérèse Reboul
Marie-Thérèse Reboul (26 de fevereiro de 1735 - 4 de janeiro de 1806), comumente chamada de Madame Vien, foi uma pintora e gravurista francesa de temas de história natural, naturezas mortas e flores.
Em 1757, Marie-Thérèse Reboul casou-se com o pintor Joseph-Marie Vien, que era dezenove anos mais velho. Fontes do século XIX afirmam que ela foi ensinada por seu marido, mas a autobiografia de Joseph-Marie Vien não menciona isso. Ela pode ter sido aluna de Françoise Basseporte. Antes de seu casamento, Reboul-Vien gravou espécimes para o Senegal: Coquillages (1757) do naturalista francês Michel Adanson e Dissertation sur le papyrus (1758) do antiquário frances Anne Claude de Caylus.